# Hort-Antoschin-Variante
|   | a | b | c | d | e | f | g | h |   |
| 8 |   |   |   |   |   |   |   |   | 8 |
| 7 |   |   |   |   |   |   |   |   | 7 |
| 6 |   |   |   |   |   |   |   |   | 6 |
| 5 |   |   |   |   |   |   |   |   | 5 |
| 4 |   |   |   |   |   |   |   |   | 4 |
| 3 |   |   |   |   |   |   |   |   | 3 |
| 2 |   |   |   |   |   |   |   |   | 2 |
| 1 |   |   |   |   |   |   |   |   | 1 |
|   | a | b | c | d | e | f | g | h |   |

Die Hort-Antoschin-Variante nach 5. … Dd8–c7
Die Hort-Antoschin-Variante ist eine Untervariante der Holländischen Verteidigung, einer Eröffnung des Schachspiels.
Sie wurde 1960 von Großmeister Vlastimil Hort in die Turnierpraxis eingeführt und von Wladimir Antoschin weiter verbessert. Das Hort-Antoschin-System zeichnet sich durch die schwarze Damenentwicklung nach c7 aus, um den zentralen Bauernvorstoß e7–e5 zu unterstützen. Die Grundstellung dieser Variante kann beispielsweise durch folgende Zugfolge erreicht werden: 
1. d2–d4 f7–f5

2. c2–c4 Sg8–f6

3. g2–g3 d7–d6

4. Lf1–g2 c7–c6

5. Sb1–c3 Dd8–c7
So entwickelte sich die Partie Nikolaj Minew – Vlastimil Hort, gespielt 1960 in Moskau, die Partie endete nach 18 Zügen mit Remis.
Der Plan des Schwarzen besteht darin, mit e7–e5 einen zweiten Bauernvorposten im Zentrum zu errichten und diesen mit aktivem Figurenspiel zu verteidigen. Der Nachteil hierbei ist, dass das Durchsetzen von e7–e5 Zeit in Anspruch nimmt und zudem noch die Figurenentwicklung vernachlässigt. Der Weiße seinerseits kann sofort mit e2–e4 versuchen, das Spiel zu öffnen, oder mit Sg1–f3 und kurzer Rochade seine Entwicklung vorantreiben. 
In der heutigen Turnierpraxis ist die Hort-Antoschin-Variante wegen der nicht von der Hand zu weisenden Nachteile in der schwarzen Entwicklung selten anzutreffen.